# Pteromalus tereus
Pteromalus tereus är en stekelart som beskrevs av Walker 1839. Pteromalus tereus ingår i släktet Pteromalus och familjen puppglanssteklar. Arten är reproducerande i Sverige. Inga underarter finns listade i Catalogue of Life.